# Robert C. Bruce (acteur)
Ne pas confondre avec Robert C. Bruce, (1887–1978), réalisateur et producteur.
Robert C. Bruce est un acteur américain né le 6 octobre 1914 à White Salmon, Washington (États-Unis), mort le 24 août 2003 à Greenville, Caroline du Sud (États-Unis).

## Filmographie

### comme acteur
- 1938 : L'Île de Pingo Pongo (The Isle of Pingo Pongo) de Tex Avery : Narrateur (voix)
- 1939 : Une journée au zoo (A Day at the Zoo) de Tex Avery : Narrateur (voix)
- 1939 : Dan McFoo le terrible (Dangerous Dan McFoo) de Tex Avery : Narrateur (voix)
- 1939 : Detouring America de Tex Avery : Narrateur (voix)
- 1939 : Sioux Me : Narrateur (voix)
- 1939 : Au pays du soleil de minuit (Land of the Midnight Fun) de Tex Avery : Narrateur (voix)
- 1939 : Fresh Fish : Narrateur (voix)
- 1940 : The Hardship of Miles Standish : Annonceur radio (voix)
- 1940 : 3 ours et un chaperon rouge (The Bear's Tale) : Narrateur (voix)
- 1940 : Ceiling Hero : Narrateur
- 1940 : Wacky Wildlife : Narrateur (voix)
- 1941 : Porky's Snooze Reel : Narrateur (voix)
- 1941 : Fair Today : Narrateur
- 1941 : Les Charmes de la ferme (Farm Frolics) de Robert Clampett (voix)
- 1941 : We, the Animals, Squeak! de Robert Clampett : Narrateur
- 1941 : Sport Chumpions : Narrateur (voix)
- 1942 : Who's Who in the Zoo de Norman McCabe : Narrateur (voix)
- 1942 : Crazy Cruise de Tex Avery : Narrateur (voix)
- 1942 : Fox Pop de Chuck Jones : Annonceur radio (voix)
- 1943 : Fin'n Catty : Narrateur (voix)
- 1944 : Bugs Bunny à Hollywood (What's Cookin' Doc?) de Robert Clampett : Narrateur (voix)
- 1944 : Les Gremlins du Kremlin (Russian Rhapsody) de Robert Clampett : Annonceur radio (voix)
- 1944 : Buffalo Bugs de Robert Clampett : Narrateur, Villageois (voix)
- 1945 : Wagon Heels de Robert Clampett : Narrateur (voix)
- 1945 : Un animal trop familier (Nasty Quacks) de Frank Tashlin : Narrateur (voix)
- 1946 : Bacall to Arms de Robert Clampett et Arthur Davis : Narrateur
- 1946 : Of Thee I Sting de Friz Freleng : Narrateur (voix)
- 1946 : Fair and Worm-er de Chuck Jones (voix)
- 1947 : Hobo Bobo de Robert McKimson : Narrateur, New Yorkais (voix)
- 1949 : Swallow the Leader : Narrateur (voix)
- 1952 : Orange Blossoms for Violet : Narrateur (voix)
- 1953 : Punch Trunk de Charles M. Jones : Narrateur / Psychiatre / Newsreel Narrateur (voix)
- 1954 : Feline Frame-Up de Charles M. Jones : Maître de Marc Anthony (voix)
- 1954 : Gone Batty de Robert Clampett : Narrateur
- 1954 : Mon gros bébé (Goo Goo Goliath) de Friz Freleng : Narrateur (voix)
- 1955 : The Hole Idea de Robert McKimson : Narrateur (voix)
- 1956 : Bugs travaille du chapeau (Bugs' Bonnets) de Chuck Jones : Narrateur (voix)
- 1958 : Dog Tales (en) de Robert McKimson : Narrateur (voix)
- 1959 : De l'or au nord (Bonanza Bunny) de Robert McKimson : Narrateur (voix)